# Detroit (rivier)

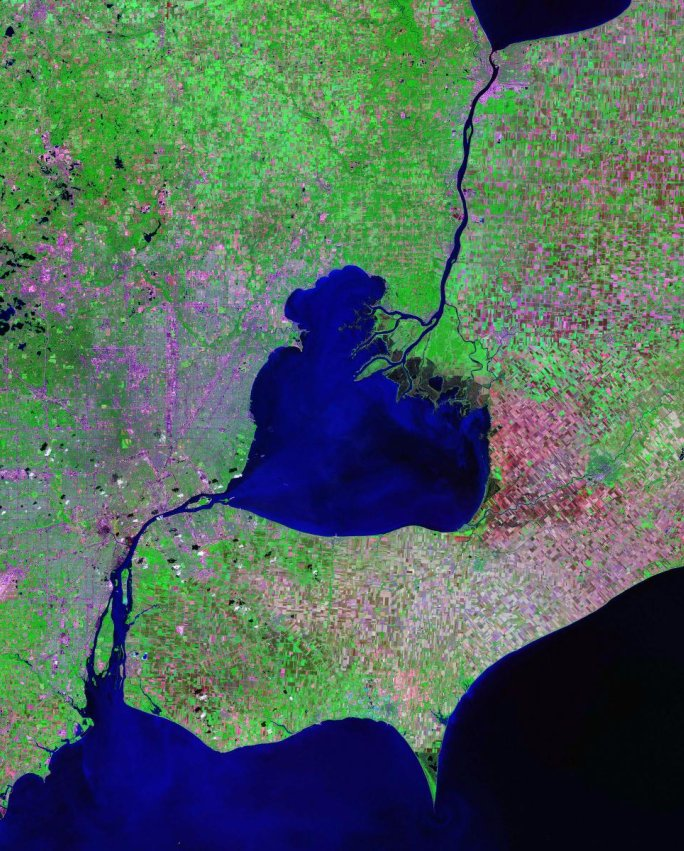
De Detroit River verbindt het Saint Clairmeer (midden) met het Eriemeer (onder); Landsat opname

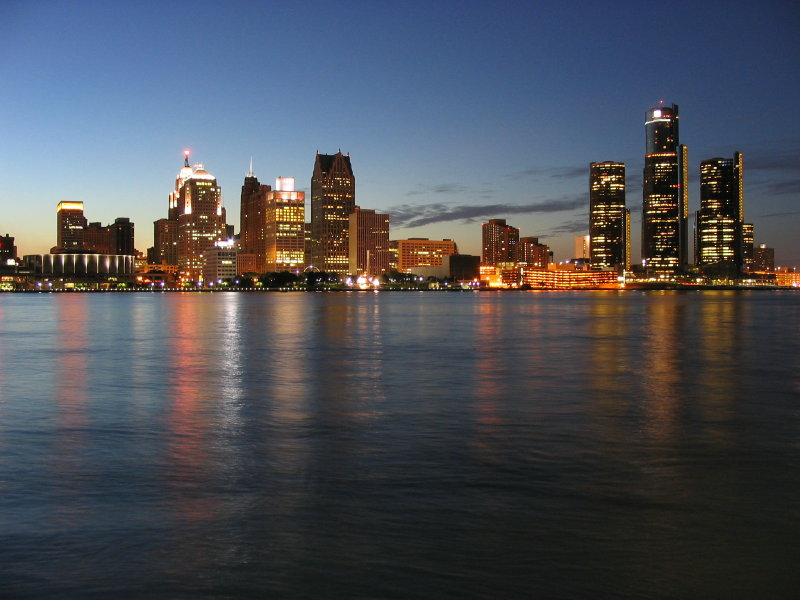
De stad Detroit, gelegen aan de gelijknamige rivier

De Detroit River (Frans: Rivière Détroit) is een circa 51 km lange rivier die tussen de Amerikaanse staat Michigan en de Canadese provincie Ontario stroomt en de steden Detroit en Windsor scheidt. De rivier verbindt het Saint Clairmeer met het Eriemeer, een van de Grote Meren. De naam betekent "Rivier van de straat" ('straat' in de betekenis van 'engte' tussen meren of zeeën).
De Fransen waren de eerste Europeanen die de rivier de Detroit bevoeren. Zij stichtten nederzettingen aan beide oevers van de rivier. Tijdens de Oorlog van 1812 was de rivier een belangrijk strijdtoneel aan de grens tussen de Verenigde Staten en Canada. Na de Amerikaanse Burgeroorlog werd de rivier belangrijk voor de handel en werd ze wel de handelsslagader van de wereld genoemd. De scheepvaart gebruikt de rivier als schakel in de verbinding tussen de Grote Meren en de Atlantische Oceaan en, vooral tussen Detroit en Windsor, vormen bruggen en tunnels verbindingen tussen de VS en Canada die van essentieel belang zijn voor de handel tussen de twee landen. De Ambassadorbrug is een van de drukste internationale grensovergangen in de wereld en bijna een kwart van Canada's exportproducten verlaat het land via deze route.
De Detroit is in zowel de VS als in Canada tot Heritage River verklaard wegens het belang ervan in de geschiedenis van beide landen.